# ネロ・ウルフ賞
ネロ・ウルフ賞（ネロ・ウルフしょう、The Nero Award）は、1978年にアメリカ合衆国の作家レックス・スタウトの小説に登場する名探偵、ネロ・ウルフを調査・称賛する目的で設立された団体「ウルフ・パック」によって優れた推理小説に与えられる文学賞。毎年12月の第1土曜日にニューヨークで開催される「ブラック・オーキッド・バンケット（黒い蘭の宴）」で受賞作が発表される。

## ウルフ・パック
ウルフ・パック（The Wolfe Pack）は、レックス・スタウトが生み出した名探偵ネロ・ウルフと彼の助手アーチー・グッドウィンが登場する73の小説について調査・探求し、議論を深め楽しむために設立された組織。
ウルフ・ファンが初めて集ったのは、1969年にアメリカの出版社ヴァイキング・プレスが開催した「新ネロ・ウルフ・コンテスト」（Mammoth New Nero Wolfe Contest ）であった。コンテストの詳細は『ニューヨーク・タイムズ』のブック・レビューに掲載されたシャーロック・ホームズの研究者ウィリアム・S・ベアリング＝グールドの著書"Nero Wolfe of West 35th Street" の広告欄でも報じられた。ネロ・ウルフ・シリーズに関する簡単な質問に正解した参加者は多くいたが、ヴァイキング・プレスがこのイベントを続ける気がないことを知り、参加者の一人であるエレン・クリーガーという女性はひどく落胆した。それから4年後、スタウトの伝記作成に取り組んでいたジョン・マクアリア教授が、コンテスト参加者の名簿を入手し、クリーガーを含む数名と手紙のやり取りをし、手紙から伝わるクリーガーの喜びを見て取った教授が、ネロ・ウルフのファンの団体を「ウルフ・パック」と名付けることを提案した。1977年、マーダー・インク書店がマクアリア教授が著したスタウトの伝記の出版を祝ってディナーを開催した。その席で、団体の設立に関するアンケートが配布され、1978年6月6日、クリーガーを含む6名のファンが初対面し、ウルフ・パックは正式に誕生した。初代ウェロアンス（概ね、「会長」の意）にはクリーガーが就任した。会員数は約500名。年に2回、会報を発行している。
ネロ・ウルフ賞の授賞式は、スタウトの誕生日である12月1日にニューヨークで開催される。

## 受賞者
- 1979年 - ローレンス・ブロック 『泥棒は詩を口ずさむ』
- 1980年 - ヘレン・マクロイ 『読後焼却のこと』
- 1981年 - アマンダ・クロス 『ハーヴァードの女探偵』
- 1982年 - ヒュー・ペンティコースト 『過去、現在、そして殺人』
- 1983年 - マーサ・グライムズ 『「鎮痛磁気ネックレス」亭の明察』
- 1984年 - ジェーン・ラングトン（英語版） 『エミリー・ディキンスンは死んだ』
- 1985年 - ディック・ロクティ 『眠れる犬』
- 1986年 - ロバート・ゴールズボロ（英語版） 『ネロ・ウルフの殺人交響曲』
- 1987年 - シャーロット・マクラウド 『ウーザック沼の死体』
- 1988年 - 該当作なし
- 1989年 - 該当作なし
- 1990年 - 該当作なし
- 1991年 - トニイ・ヒラーマン 『コヨーテは待つ』
- 1992年 - ロバート・バーナード（英語版） "A Scandal in Belgravia"
- 1993年 - ジョン・ダニング 『死の蔵書』
- 1994年 - アーロン・エルキンズ 『画商の罠』
- 1995年 - シャーリン・マクラム 『丘をさまよう女』
- 1996年 - ローリー・R・キング（英語版） 『女たちの闇』
- 1997年 - マイクル・コナリー 『ザ・ポエット』
- 1998年 - デニス・ルヘイン 『穢れしものに祝福を』
- 1999年 - ジェフリー・ディーヴァー 『ボーン・コレクター』
- 2000年 - フレッド・ハリス "Coyote Revenge"
- 2001年 - ローラ・リップマン 『シュガー・ハウス』
- 2002年 - リンダ・フェアスタイン（英語版） 『妄執』
- 2003年 - S・J・ローザン 『冬そして夜』
- 2004年 - ウォルター・モズリイ "Fear Itself"
- 2005年 - リー・チャイルド 『前夜』
- 2006年 - テス・ジェリッツェン 『僕の心臓を盗まないで』
- 2007年 - ジュリア・スペンサー＝フレミング（英語版） "All Mortal Flesh"
  - ジャン・バーク（英語版） "Kidnapped"
  - スティーヴ・ハミルトン "A Stolen Season"
- 2008年 - ジョナサン・サントロファー 『赤と黒の肖像』
  - ジェーン・ハッダム（英語版） "Glass Houses"
  - フェイ・ケラーマン "The Burnt House"
  - S・J・ローザン "In This Rain"
  - ミッチ・シルヴァー 『イアン・フレミング極秘文書』
- 2009年 - ジョセフ・テラー（英語版） "The Tenth Case"
  - アンドリュー・グロス（英語版） "The Dark Tide"
  - ルイーズ・ウール "The Fault Tree"
- 2010年 - ブラッド・パークス（英語版） "Faces of the Gone"
  - チャールズ・フィンチ "The Fleet Street Murders"
  - スティーヴ・ホッケンスミス（英語版） "Crack in the Lens"
- 2011年 - ルイーズ・ペニー "Bury Your Dead"
  - テス・ジェリッツェン "Ice Cold"
  - ゲイル・リンズ（英語版） "The Book of Spies"
  - アル・ロッカー（英語版） & ディック・ロクティ "The Midnight Show Murders"
  - ジョン・ヴァードン（英語版） "Think of a Number"
- 2012年 - デイナ・スタベノウ（英語版） "Though Not Dead"
  - マーシャ・クラーク（英語版） "Guilt by Association"
  - テス・ジェリッツェン "The Silent Girl"
  - アンソニー・ホロヴィッツ 『絹の家 シャーロック・ホームズ』
  - ポール・マキューアン（英語版） "Spiral"
  - ペルシャ・ウォーカー "Black Orchid Blues"
- 2013年 - クリス・ノフ "Dead Anyway"
  - バーバラ・アラン "Antiques Disposal"
  - ローレン・D・エスルマン "Burning Midnight"
  - キーラン・シールズ "Truth of All Things"
- 2014年 - ディヴィッド・マレル "Murder as a Fine Art"
  - マックス・アラン・コリンズ "Ask Not"
  - アーチャー・メイヤー（英語版） "Three Can Keep a Secret"
  - キーラン・シールズ "A Study in Revenge"
  - チャールズ・トッド（英語版） "A Question of Honor"
- 2015年 - ジョン・ヴァードン（英語版） "Peter Pan Must Die"
  - ティモシー・ハリナン（英語版） "Herbie's Game"
  - マイケル・クレイヴン "The Detective & The Pipe Girl"
  - アル・ラマンダ "First Light"
  - ジェームズ・パトリック・ハント "The Detective"
- 2016年 - デイビット・C・テイラー "Night Life"
  - グレン・エリック・ハミルトン 『眠る狼』
  - キース・マカフェルティ "Crazy Mountain Kiss"
  - アル・ラマンダ "This Side of Midnight"
  - バロン・R・バーッチャー "Hard Latitudes"